# 弗賴貝格山脈

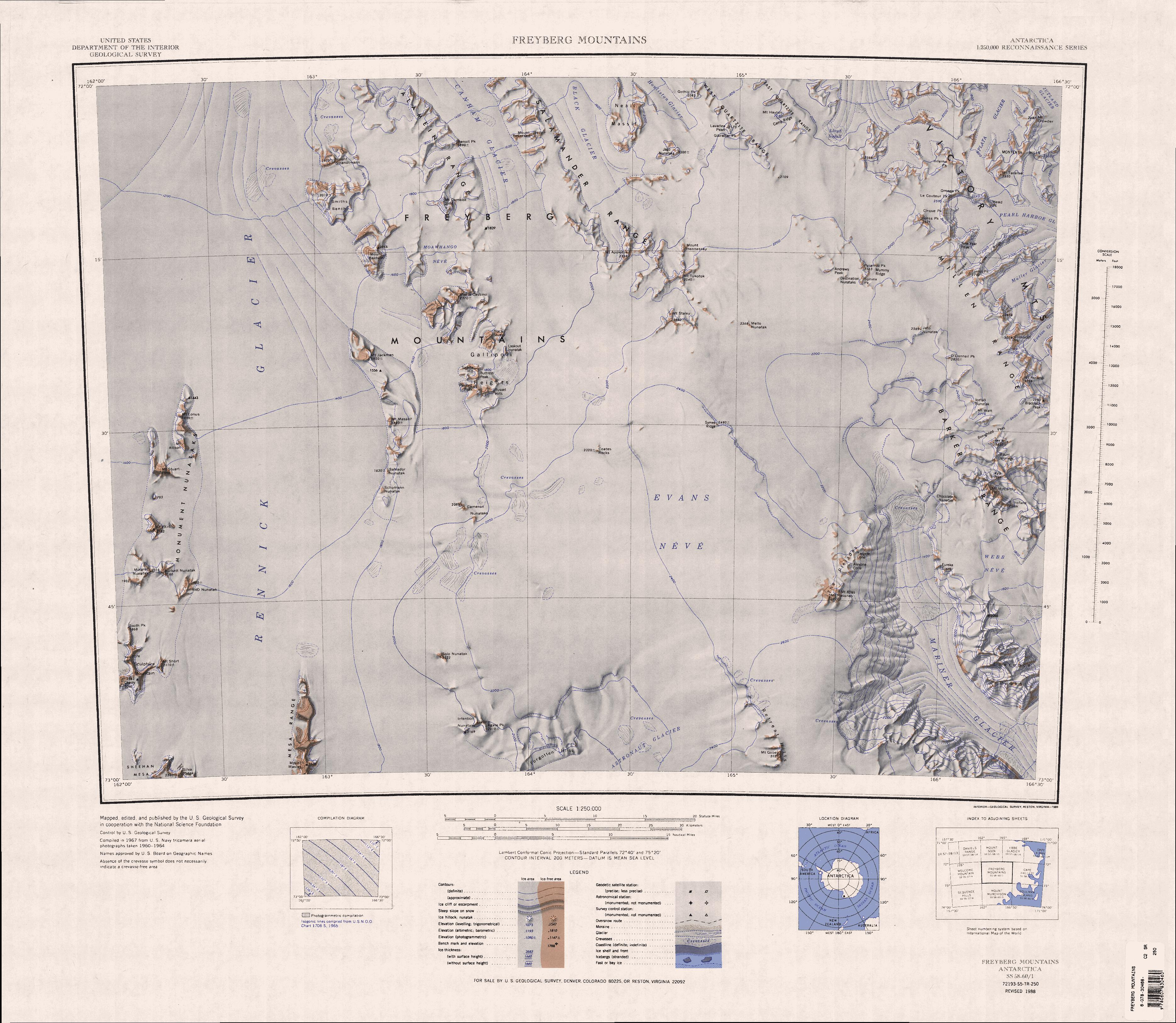

弗賴貝格山脈（英語：Freyberg Mountains）是南極洲的山脈，位於維多利亞地，以雷尼克冰川、鮑爾斯山脈和布萊克冰川為限，該山脈以新西蘭將軍命名，現時受南極條約體系管理。